# Mail.ru
Mail – największy rosyjski serwis darmowej poczty e-mail działający pod tą nazwą od 2001 roku. Według serwisu Alexa strona jest 33. co do popularności na świecie i 5. w Rosji.